# Pascal Soriot
Pascal Claude Roland Soriot (23 de mayo de 1959) es un empresario francés, actual director ejecutivo de la multinacional farmacéutica anglo-sueca AstraZeneca desde octubre de 2012.

## Biografía

### Hoechst Marion Roussel y Sanofi
Soriot nació en Francia y estudió veterinaria en la École nationale vétérinaire d'Alfort. Más adelante cursó un Máster de Negocios en la Escuela de Estudios Superiores de Comercio de París.
En 1996 se convirtió en gerente general de la empresa química Hoechst Marion Roussel en Australia. En el año 2000 fue nombrado jefe de operaciones de Aventis USA, farmacéutica que cambió su nombre a Sanofi en 2004. En 2006 se vinculó profesionalmente con Roche, oficiando como ejecutivo en jefe de su subsidiaria Genentech.

### AstraZeneca
En 2012 se vinculó con AstraZeneca como director ejecutivo. Durante la pandemia ocasionada por el COVID-19 en el año 2020, Soriot ha oficiado como portavoz de la empresa en referencia al desarrollo de una potencial vacuna contara la enfermedad.